# Corneliu Teodorini

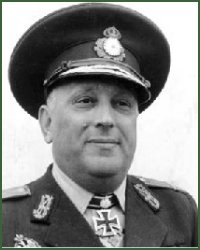
Corneliu Teodorini im Zweiten Weltkrieg mit Eichenlaub zum Ritterkreuz

Corneliu Teodorini (* 18. September 1893 in Craiova; † 10. Juli 1976 in Bukarest) war ein rumänischer Divisionsgeneral im Zweiten Weltkrieg.
Teodorini wurde 1934 zum Oberstleutnant und 1938 zum Oberst befördert.
Im Zweiten Weltkrieg war er vom 1. Juni 1941 bis 5. Oktober 1941 Kommandeur des 1.  Kavallerie-Regiments. Es folgte vom 5. Oktober 1941 bis zum 10. Mai 1942 das Kommando über die 8. Kavallerie-Brigade. Anschließend leitete er die Propaganda-Abteilung beim rumänischen Generalstab. Vom 7. Juli 1942 bis zum 5. Oktober 1942 war er in der Kavalleriedirektion im rumänischen Kriegsministerium.
Vom 5. Oktober 1942 bis zum 24. Juli 1944 kommandierte er die 6. motorisierte Kavallerie-Division. Als Divisionskommandeur wurde er am 8. Februar 1943 mit dem Militärorden Michael der Tapfere III. Klasse ausgezeichnet und am 27. August 1943 mit dem Ritterkreuz des Eisernen Kreuzes. Am 15. September 1943 wurde er zum Brigadegeneral befördert.
Als Kommandeur der 6. motorisierten Kavallerie-Division wurde ihm am 8. Dezember 1943 das Eichenlaub zum Ritterkreuz verliehen. Er war einer von nur drei Rumänen, welche mit dem Eichenlaub ausgezeichnet wurden. Am 8. Dezember 1943 meldete der Wehrmachtbericht: „Auf der Krim haben Verbände der rumänischen 6. Kavalleriedivision unter Führung des bereits mit dem Ritterkreuz ausgezeichneten Generalleutnant Teodorini, durch deutsche Artillerie und Sturmgeschütze sowie deutsche, rumänische und kroatische Fliegerkräfte unterstützt, den feindlichen Landekopf südlich Kertsch zerschlagen. In dreitägigen schweren Kämpfen wurden die sowjetischen Landungsverbände aufgerieben und rund 2000 Gefangene eingebracht.“ Für diesen Einsatz bekam er auch den Militärorden Michael der Tapfere II. Klasse.
Vom 24. Juli 1944 bis zum 3. November 1944 kommandierte er die 8. Kavallerie-Division. Vom 3. November 1944 bis zum 22. November 1944 stand er Zur Verfügung des Kriegsministeriums. Vom 22. November 1944 bis zum 24. März 1945 war er Leiter der Kavalleriedirektion im rumänischen Kriegsministerium. Am 24. März 1945 wurde er in den Ruhestand verabschiedet.
Durch den Dekret Nr. 500/1964 des Staatsrates der Rumänischen Volksrepublik vom 9. Dezember 1964 wurde er anlässlich des 20. Jahrestages der Befreiung mit dem Orden 23. August IV. Klasse für besondere Verdienste beim Aufbau des Sozialismus ausgezeichnet.